# Boitzenburger Land
Boitzenburger Land est une commune allemande de l'arrondissement d'Uckermark, Land de Brandebourg.

## Géographie
Boitzenburger Land est la 75e commune la plus vaste d'Allemagne. Elle fait partie de l'Uckermark. Une grande partie de son territoire appartient au parc naturel des lacs d'Uckermark. Parmi les lacs d'Uckermark, les cinq plus grands se trouvent dans la commune: lac de Kuhz, Trebbowsee, Haussee, Großer Küstriner See et lac de Krewitz. La municipalité est entourée de vastes zones forestières contiguës au nord-est (Zerweliner Heide) et au sud-ouest (Great Warthesche Heide).
La commune comprend les quartiers suivants :
| - Berkholz - Boitzenburg (Verwaltungssitz) - Buchenhain - Funkenhagen - Hardenbeck | - Haßleben - Jakobshagen - Klaushagen - Warthe - Wichmannsdorf |

ainsi que les résidences d'habitation
| - Aalkasten - Am Schlangenbruch - Boisterfelde - Bröddin - Brüsenwalde - Bungalowsiedlung am Carwitzer See - Charlottenthal - Collinshof - Düster Möll - Egarsee - Eichenhof - Falkenhain - Fischerhaus - Fürstenau | - Garliep-Hof - Götzkendorf - Hoppenhuus - Karolinenhof - Krewitz - Krumme Hecken - Kuhz - Lehmannshof - Lichtenhain - Lindensee - Luisenfelde - Mahlendorf - Mathildenhof - Mellenau | - Neu Zerwelin - Neufunkenhagen - Rosenow - Ruhhof - Rummelpforter Mühle - Saugarten - Stabeshöhe - Steinrode - Sternthal - Suhrhof - Tannenhof - Thomsdorf - Zerwelin |

| Feldberger Seenlandschaft |                    | Nordwestuckermark     |
|                           | Boitzenburger Land |                       |
| Lychen                    | Templin            | Gerswalde Mittenwalde |

## Histoire
Le quartier actuel de Boitzenburg est à l'origine deux colonies : d'un côté le village de Boitzenburg, qui s'appelle Marienfließ en 1269 et d'un autre côté, en 1375, Boitzenburg. En 1215, il est mentionné pour la première fois sous le nom de Bozineburc. En 1403, Marienfließ et Boitzenburg appartiennent à l'abbaye de Boitzenburg fondée en 1269. Le château est mentionné pour la première fois en 1276.
La famille von Arnim, qui jouera plus tard un rôle central au XVIe siècle, reçoit pour la première fois le 29 janvier 1429 le château et le bailliage. 
En 1750, le village et la ville de Boitzenburg forment un seul bourg.
Le dernier propriétaire Arnim du château de Boitzenburg est Joachim Dietlof von Arnim-Boitzenburg (1898-1972), qui fuit en 1945 peu de temps avant l'invasion de l'Armée rouge avec sa famille dans l'Ouest. Les occupants russes exproprient la famille de comte la même année sans indemnité. Les quelque 10 000 volumes de la bibliothèque du palais sont soigneusement emballés et transportés à Moscou. Depuis lors, la plus grande partie du stock est considérée comme perdue. Seuls quelques spécimens réapparaissent par hasard.
Le 27 décembre 2001, le ministère de l'Intérieur approuve la fusion des municipalités de Berkholz, Boitzenburg, Buchenhain, Funkenhagen, Hardenbeck, Hassleben, Klaushagen, Jakobshagen, Warthe et Wichmannsdorf dans la nouvelle municipalité de Boitzenburger Land le 31 décembre 2001. L'Amt Boitzenburg (Uckermark) est dissous alors.

## Infrastructures
Haßleben se trouve sur la Bundesstraße 109.

## Personnalités liées à la commune
- Hans Georg von Arnim (1583–1641), Generalfeldmarschall de l'Électorat de Saxe,
- Georg Abraham von Arnim (1651–1734), Generalfeldmarschall prussien
- Konstantin Decker (1810–1878), compositeur
- Adolf von Arnim-Boitzenburg (1832–1887), président du Reichstag né et mort au château de Boitzenburg
- Herwart Fischer (1885–1938), médecin
- Joachim von Bertrab (1894-1922), as de l'aviation mort au château de Boitzenburg
- Julius Starcke (1895–1945), sculpteur
- Sieghart von Arnim (né en 1928), manager

## Source, notes et références
- (de) Cet article est partiellement ou en totalité issu de l’article de Wikipédia en allemand intitulé « Boitzenburger Land » (voir la liste des auteurs).